# Nordische Riesensteingräber
Nordische Riesensteingräber ist ein Ausdruck der Forschungsgeschichte, den Ernst Sprockhoff im Zuge der „Sprachreinigung“ unter den Nationalsozialisten als Eindeutschung für die skandinavischen Megalithgräber prägte. Er schrieb diese den Germanen zu.